# 米科拉伊夫卡 (佳亨卡市鎮)
46°47′23″N 33°15′10″E / 46.78972°N 33.25278°E
米科拉伊夫卡（羅馬化：Mykolaivka）是烏克蘭南部赫爾松州贝里斯拉夫区佳亨卡市镇内的村落。始建於1782年，面積0.96平方公里，海拔高度36米，2001年人口858，人口密度每平方公里895.6人。